# Takeru Itakura
Takeru Itakura (japanisch 板倉 洸 Itakura, Takeru; * 6. April 1998 in Saitama, Präfektur Saitama) ist ein japanischer Fußballspieler.

## Karriere
Takeru Itakura erlernte das Fußballspielen in den Jugendmannschaften von Omiya Meteor un den Yokohama F. Marinos sowie in der Universitätsmannschaft der Tōyō-Universität. Seinen ersten Vertrag unterschrieb er im Februar 2021 bei Vanraure Hachinohe. Der Verein aus Hachinohe, einer Hafenstadt in der Präfektur Aomori im Nordosten von Honshū, spielt in der dritten japanischen Liga, der J3 League. Sein Profidebüt gab er am 25. April 2021 im Auswärtsspiel gegen Roasso Kumamoto. Hier wurde er nach der Halbzeitpause für Tomoyuki Hirose eingewechselt. Für Hachinohe bestritt er in zwei Spielzeiten 31 Ligaspiele. Die Saison 2023 stand er beim Drittligisten FC Osaka in Osaka unter Vertrag. Nach 33 Ligaspielen wechselte er im Januar 2024 zum Zweitligisten Renofa Yamaguchi FC.